# Christian Augrell
Christian Augrell, född 1976 i Malmö, svensk dramatiker och dramaturg. Utbildad till skådespelare på Studioteatern i Malmö. Numera bosatt i Stockholm. Studier på Biskops Arnös Nordiska Författarskola och Dramatiska Institutets dramatikerlinje i Stockholm. Han har bl.a. skrivit pjäser för Upsala Stadsteater, Orionteatern, Dramalabbet, Oxie Teater, Unga riks, Backa Teater, Regionteatern Väst och Ung scen/öst. Han är knuten till Draken Teaterförlag där flera av hans pjäser är förlagda. Är översatt till tyska av Dirk H Fröse för Drei Masken Verlag. Medlem i Sveriges Dramatikerförbund.

## Filmmanus
- 2014 – Vännerna